# Bahnhof Berlin Warschauer Strasse
Warschauer Strasse  är en tunnelbane- samt pendeltågsstation vid gatan Warschauer Strasse i stadsdelen Friedrichshain i Berlin, Tyskland. Utanför stationen stannar spårvagnar.

## S-Bahnstationen
Pendeltågsstationen, S-Bahnhof Warschauer Strasse, fanns här från 1884. Den ursprungliga byggnaden ersattes av en ny byggnad 1903. 1924 kom återigen en ny byggnad. Den förstördes under andra världskriget men byggdes upp i en förenklad form. 1983 renoverades stationen och 1986 följde en tredje perrong för att underlätta trafiken till de nya områdena i östra Berlin. Byggnaden stängdes på grund av förfall 2004 och revs 2005. 2006 började återuppbyggandet och den nya byggnaden stod klar 2020.

## U-Bahnstationen
Stationen tillhör Berlins första tunnelbanelinje U1, och numera stannar även U3. Stationen skapades av Paul Wittig på uppdrag av Siemens & Halske och började trafikeras 17 augusti 1902. Den var då som nu slutstation för högbanan. Här fanns även den första verkstaden för tunnelbanan. Under Berlinmurens tid så stängdes stationen år 1961, då stationen låg i Östberlin och inte förrän 1995 öppnades stationen efter en renovering.

## Bilder

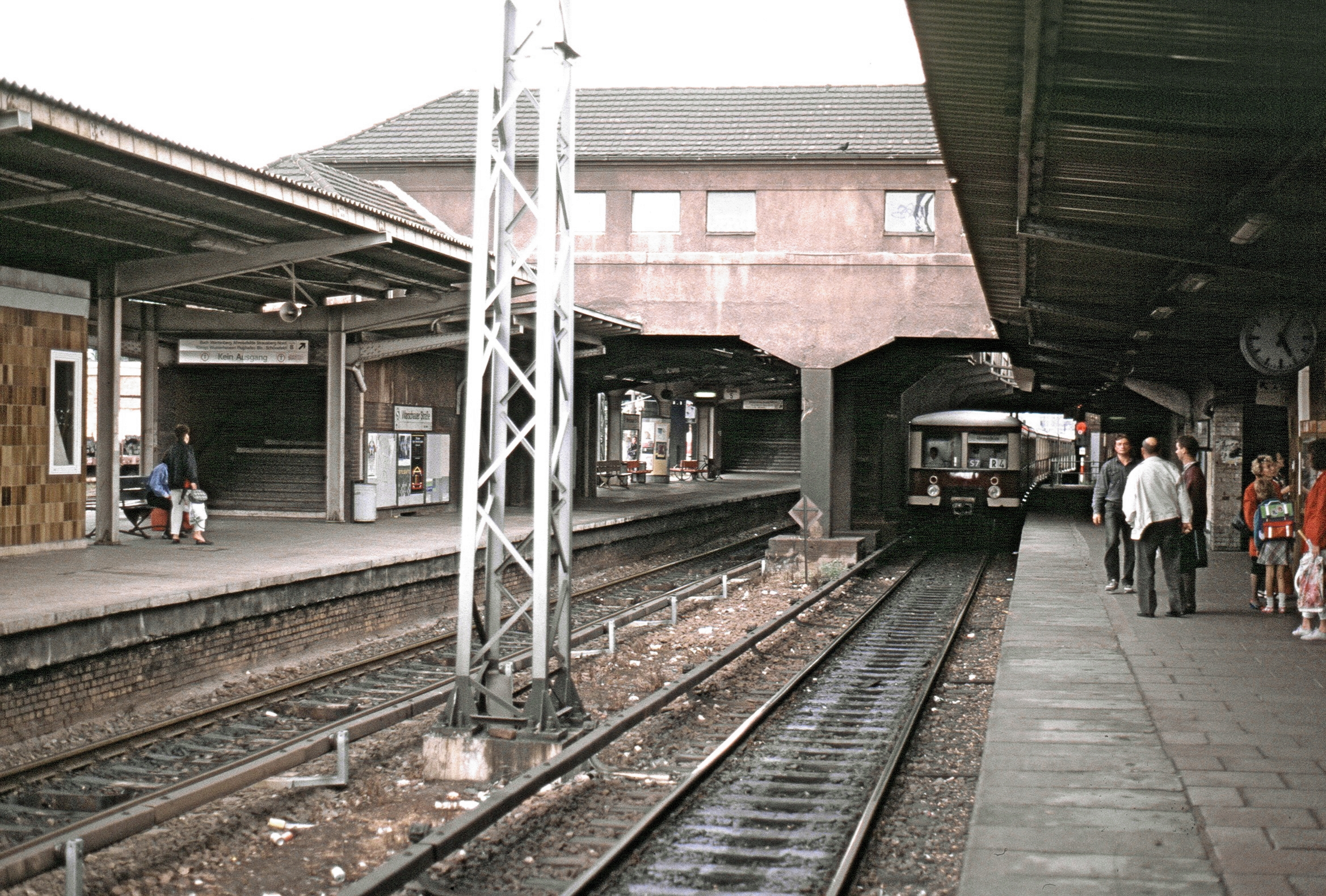
Fd S-Bahnstationen 1992, byggnaden revs 2005
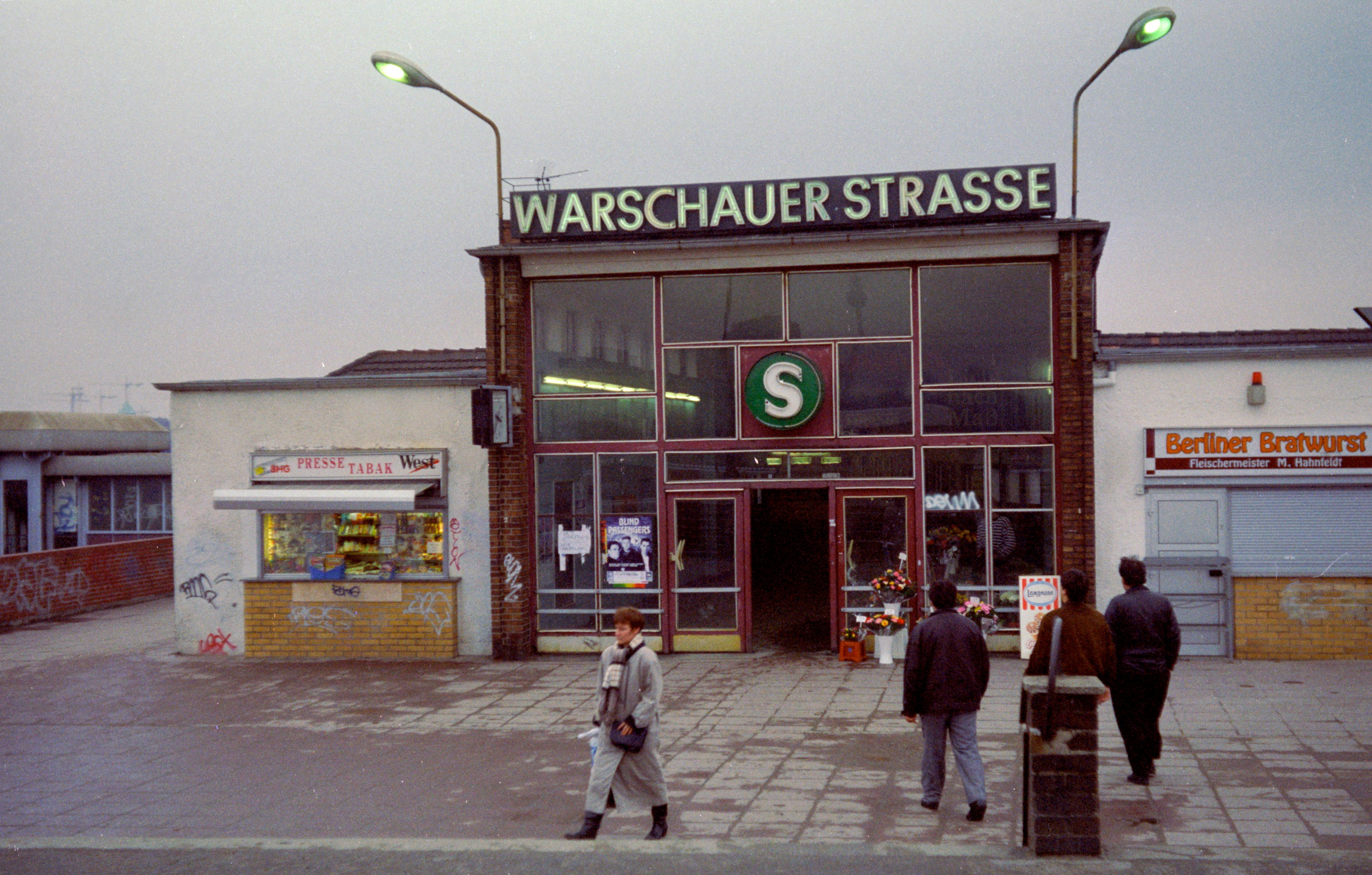
Fd S-Bahnstationen år 1994
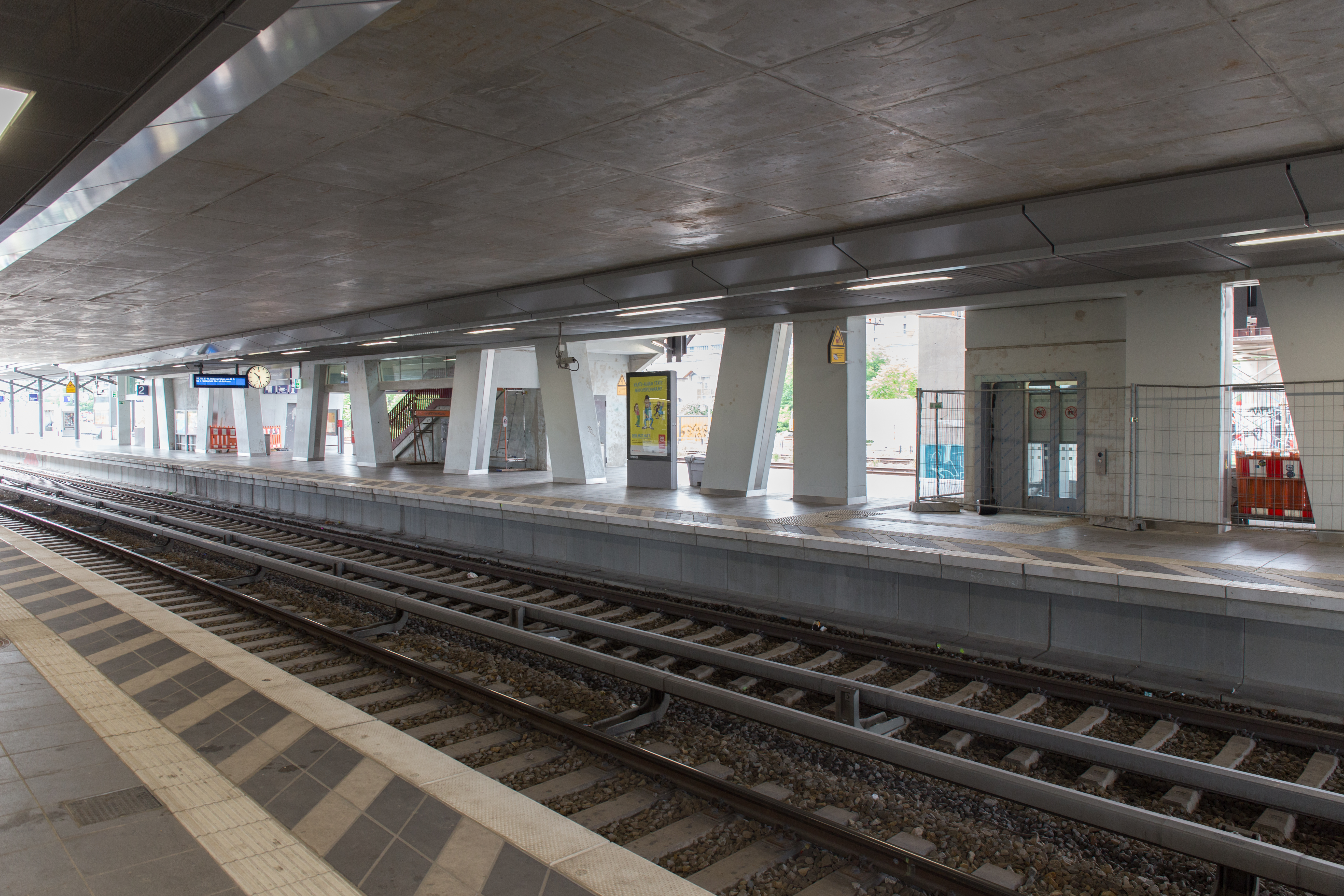
S-Bahn Warschauer Strasse i ny skepnad 2019
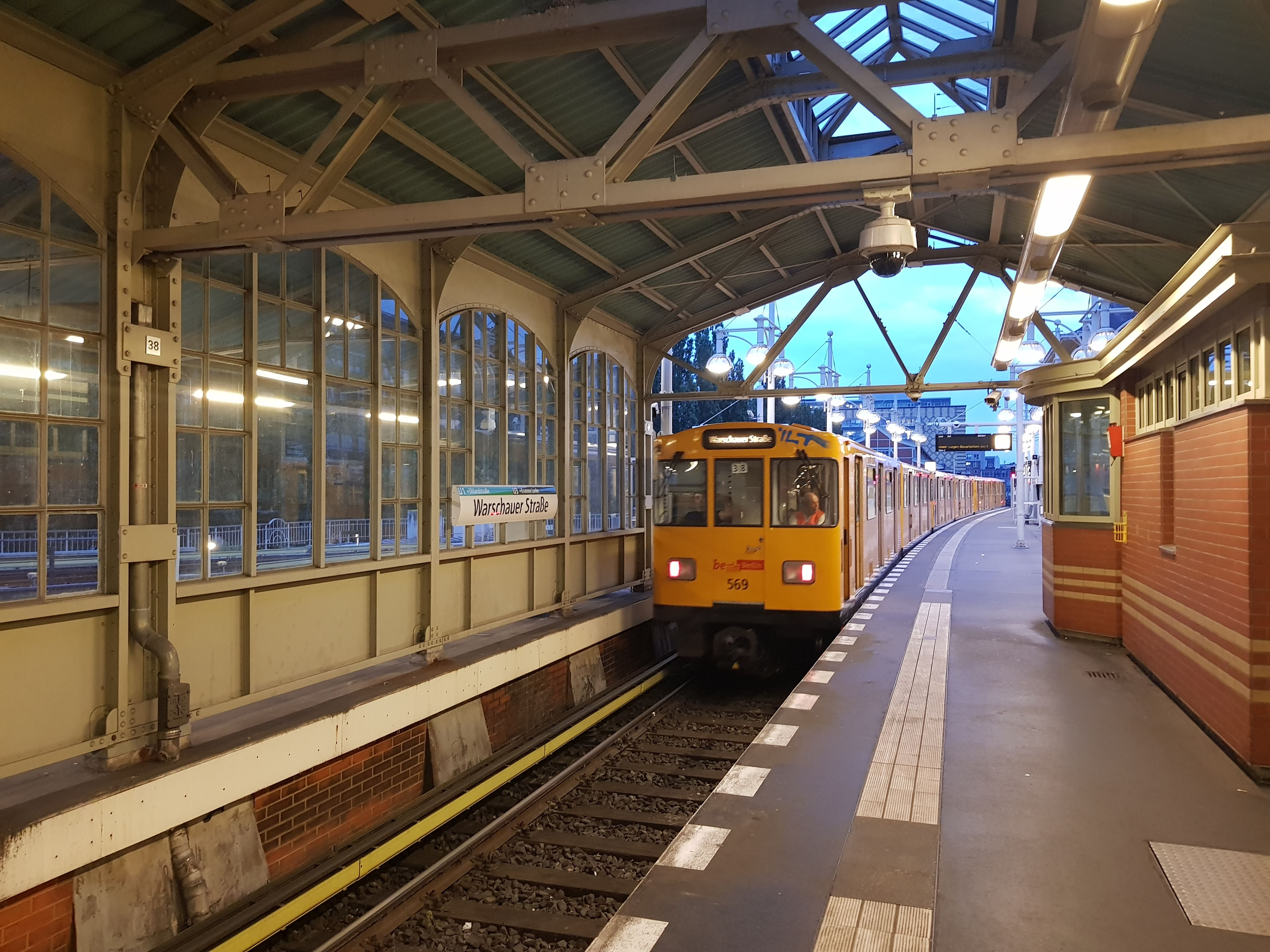
U-Bahn Warschauer Strasse
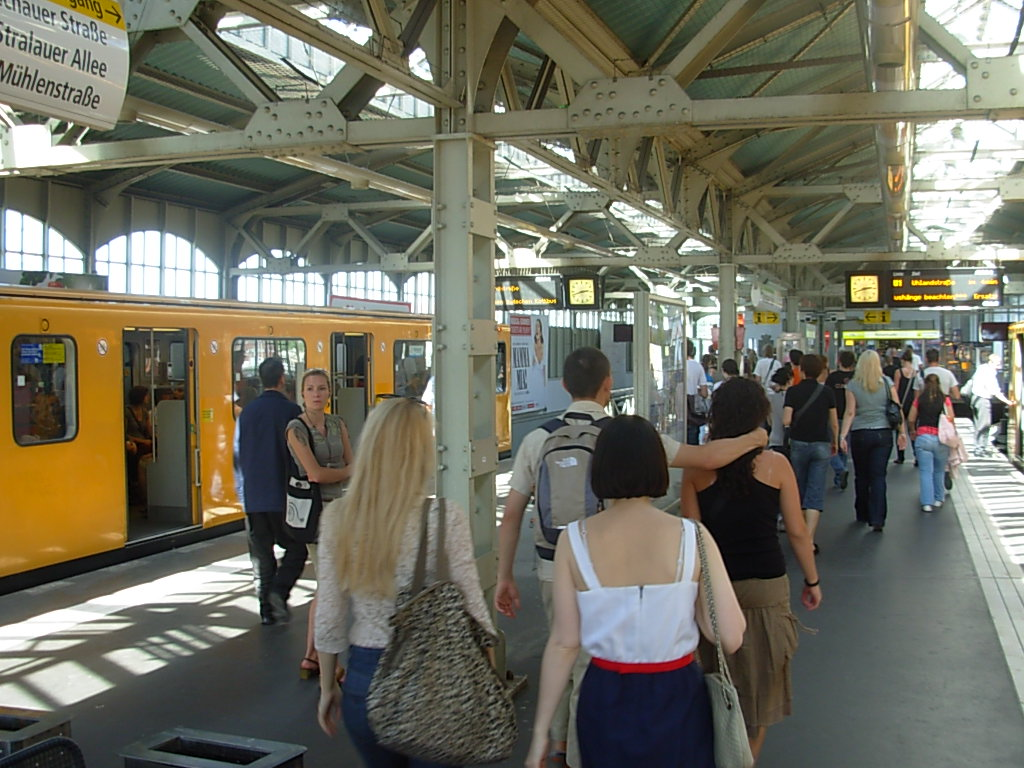
U-Bahn
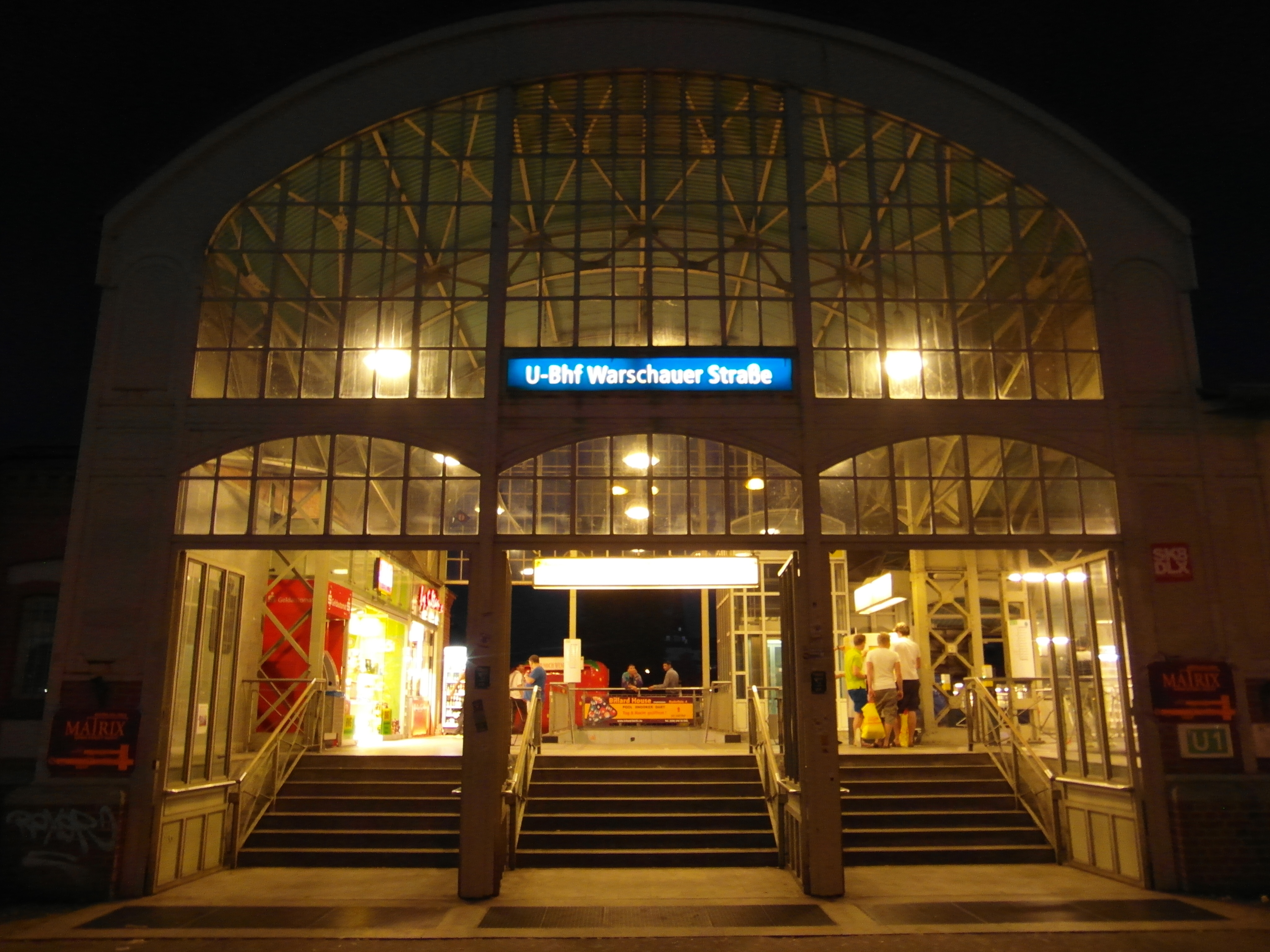
U-Bahn entrén
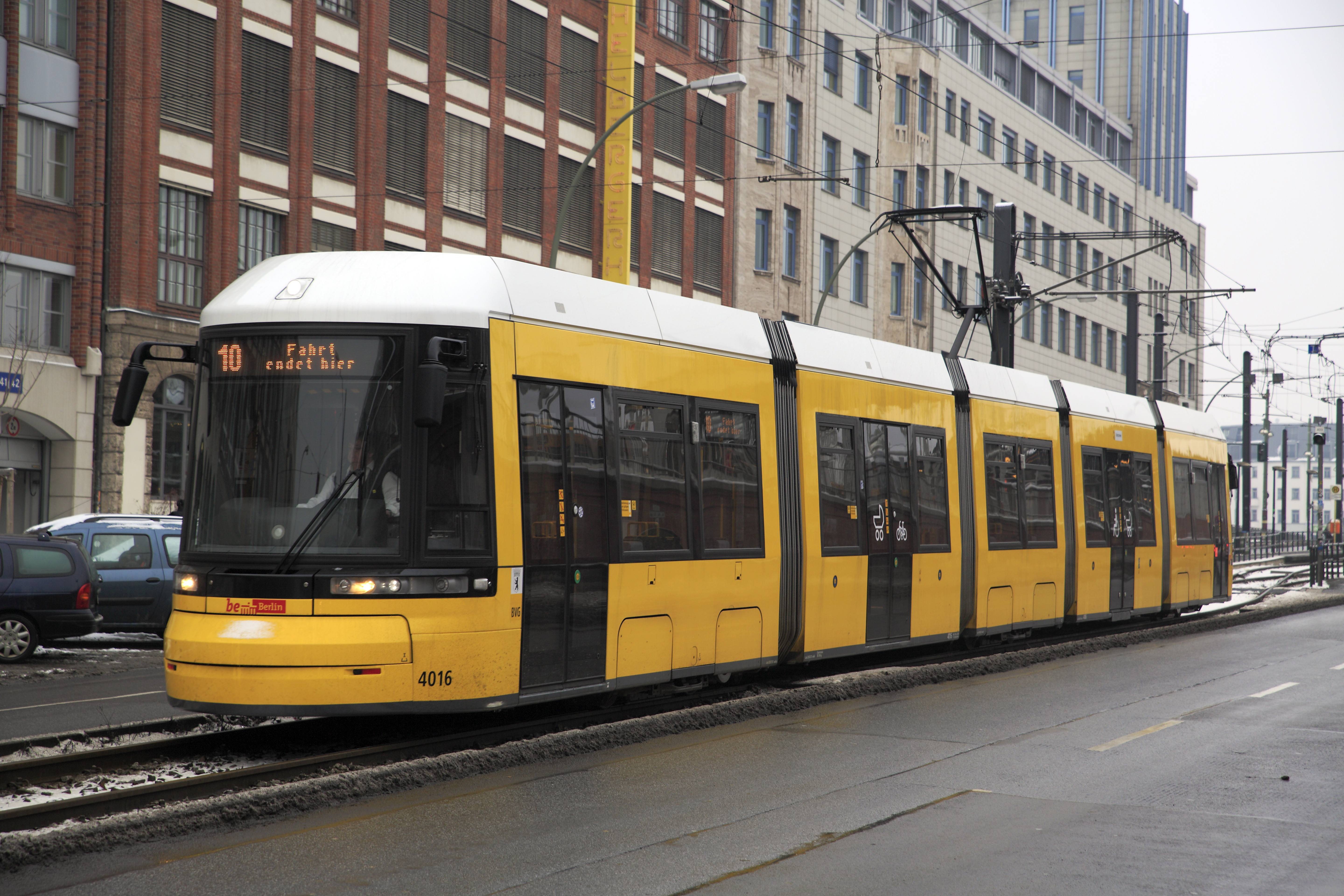
Tram / Spårvagn
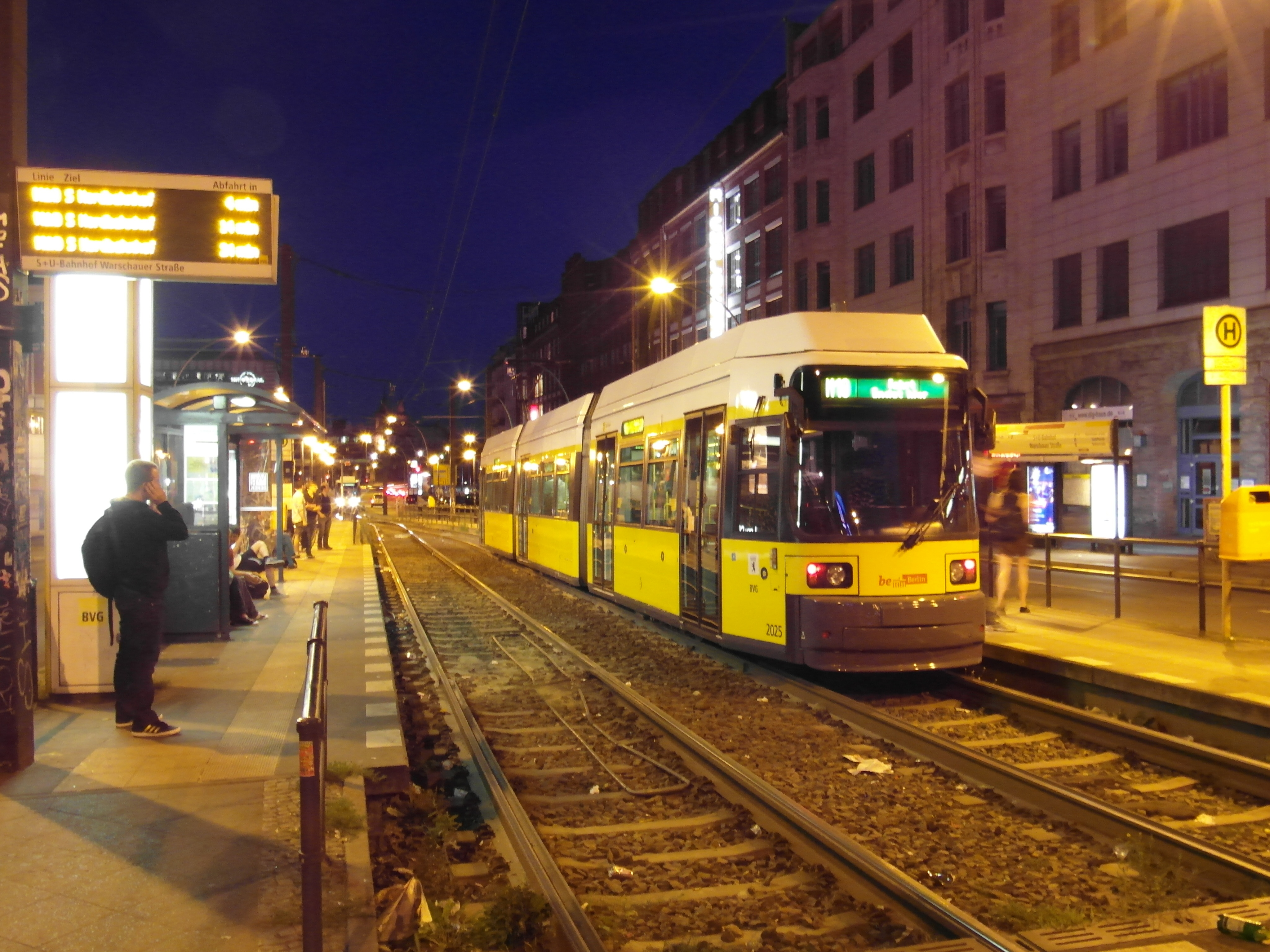
Tram Warschauer Strasse